# Copa do Brasil 1996
Der Copa do Brasil 1996 war die achte Austragung dieses nationalen Fußball-Pokal-Wettbewerbs in Brasilien. Die Copa wurde vom Brasilianischen Sportverband, dem CBF, ausgerichtet. Der Pokalsieger war als Teilnehmer an der Copa Libertadores 1997 qualifiziert.

## Saisonverlauf
Der Wettbewerb startete am 6. Februar 1996 in seine Saison und endete am 19. Juni 1996. Am Ende der Saison errang der Cruzeiro EC aus Belo Horizonteden Titel zum zweiten Mal. Torschützenkönig wurde Luizão vom SE Palmeiras mit 8 Treffern.
Höchste Siege
- CS Sergipe – SE Palmeiras: 0:8 (28. Februar 1996 – Sechzehntelfinale Hinspiel)

## Teilnehmer
Teilnehmer waren die Sieger der Staatsmeisterschaften 1995 sowie teilweise deren Vizemeister. Des Weiteren kam eine vom Verband bestimmte Auswahl von Mannschaften hinzu. Im Vergleich zur Vorsaison wurde das Teilnehmerfeld nochmals um vier Klubs angehoben.
| Bundesstaat         | Klub                    | Qualifizierung                            |
| ------------------- | ----------------------- | ----------------------------------------- |
| Acre                | CA Juventus             | Staatsmeister 1995                        |
| Alagoas             | Clube de Regatas Brasil | Staatsmeister 1995                        |
| Amapá               | Cristal AC              | Meldung durch den Verband von Amapá       |
| Amazonas            | Nacional FC (AM)        | Staatsmeister 1995                        |
| Bahia               | EC Vitória              | Staatsmeister 1995                        |
| Bahia               | EC Bahia                | Vize-Staatsmeister 1995                   |
| Brasília            | SE Gama                 | Staatsmeister 1995                        |
| Ceará               | Ferroviário AC (CE)     | Staatsmeister 1995                        |
| Espírito Santo      | Linhares EC             | Staatsmeister 1995                        |
| Goiás               | Vila Nova FC            | Staatsmeister 1995                        |
| Goiás               | Goiás EC                | Staatsmeister 1995                        |
| Maranhão            | Maranhão AC             | Einladung des CBF                         |
| Mato Grosso         | Operário FC (MT)        | Meldung durch den Verband von Mato Grosso |
| Mato Grosso do Sul  | Operário FC (MS)        | Staatsmeister 1995                        |
| Minas Gerais        | Atlético Mineiro        | Staatsmeister 1995                        |
| Minas Gerais        | América Mineiro         | Vize-Staatsmeister 1995                   |
| Minas Gerais        | Cruzeiro EC             | Einladung des CBF                         |
| Pará                | Clube do Remo           | Staatsmeister 1995                        |
| Paraíba             | Santa Cruz REC          | Staatsmeister 1995                        |
| Paraná              | Paraná Clube            | Staatsmeister 1995                        |
| Paraná              | Coritiba FC             | Vize-Staatsmeister 1995                   |
| Paraná              | Athletico Paranaense    | Einladung des CBF                         |
| Pernambuco          | Santa Cruz FC           | Staatsmeister 1995                        |
| Piauí               | AA Cori-Sabbá           | Staatsmeister 1995                        |
| Rio de Janeiro      | Fluminense FC           | Staatsmeister 1995                        |
| Rio de Janeiro      | CR Flamengo             | Vize-Staatsmeister 1995                   |
| Rio de Janeiro      | Botafogo FR             | Einladung des CBF                         |
| Rio de Janeiro      | CR Vasco da Gama        | Einladung des CBF                         |
| Rio Grande do Norte | ABC Natal               | Staatsmeister 1995                        |
| Rio Grande do Sul   | Grêmio FBPA             | Staatsmeister 1995                        |
| Rio Grande do Sul   | SC Internacional        | Vize-Staatsmeister 1995                   |
| Rondônia            | Ji-Paraná FC            | Staatsmeister 1995                        |
| Roraima             | Atlético Roraima        | Staatsmeister 1995                        |
| Santa Catarina      | Criciúma EC             | Staatsmeister 1995                        |
| São Paulo           | SC Corinthians          | Staatsmeister 1995                        |
| São Paulo           | FC São Paulo            | Vize-Staatsmeister 1995                   |
| São Paulo           | SE Palmeiras            | Einladung des CBF                         |
| São Paulo           | FC Santos               | Einladung des CBF                         |
| Sergipe             | CS Sergipe              | Staatsmeister 1995                        |
| Tocantins           | Araguaína FR            | Staatspokalsieger 1995                    |

## Modus
Der Modus bestand aus einem K.-o.-System. In der Vorsaison bestand die Regelung, dass wenn eine Mannschaft in einem Auswärts-Hinspiel mit mindestens drei Toren unterschied gewinnt, es kein Rückspiel gibt. Diese wurde für 1996 angepasst, nunmehr galt diese bei bereits zwei Toren unterschied. Diese Regelung fand allerdings nur in der Vorrunde und im Sechzehntelfinale Anwendung.
Es zählte nach Hin- und Rückspiel nur die Anzahl der Siege. Ergab dieses keinen Sieger, zählte das Torverhältnis. Bei Gleichheit wurde die Auswärtstorregel angewandt. Stand nach heranziehen dieser kein Sieger fest, wurde dieser im Elfmeterschießen ermittelt.

## Vorrunde
|                     | Gesamt |                      | Hinspiel | Rückspiel |
| ------------------- | ------ | -------------------- | -------- | --------- |
| Ferroviário AC (CE) | 0:3    | Goiás EC             | 0:1      | 0:2       |
| Araguaína FR        | 2:2    | Vila Nova FC         | 2:1      | 0:1       |
| Cristal AC          | 1:4    | Santa Cruz FC        | 0:1      | 1:3       |
| Maranhão AC         | 1:3    | EC Vitória           | 0:0      | 1:3       |
| Ji-Paraná FC        | 1:4    | Athletico Paranaense | 1:1      | 0:3       |
| SE Gama             | 2:3    | EC Bahia             | 0:1      | 1:2       |
| Nacional FC (AM)    | 1:3    | América Mineiro      | 1:3      | -         |
| Atlético Roraima    | 1:3    | CA Juventus          | 1:3      | -         |

## Turnierplan
Nach dem Achtelfinalhinspiel zwischen dem FC São Paulo und SC Internacional (Entstand 1:1), wurde der FC São Paulo wegen des irregulären Einsatzes eines Spielers disqualifiziert.

|  | Sechzehntelfinale    | Sechzehntelfinale | Sechzehntelfinale |  |  | Achtelfinale         | Achtelfinale | Achtelfinale   |   |   | Viertelfinale    | Viertelfinale | Viertelfinale |   |   | Halbfinale   | Halbfinale | Halbfinale   |     |  | Finale      | Finale | Finale |
|  |                      |                   |                   |  |  |                      |              |                |   |   |                  |               |               |   |   |              |            |              |     |  |             |        |        |
|  | América Mineiro      | 1                 | 1                 |  |  |                      |              |                |   |   |                  |               |               |   |   |              |            |              |     |  |             |        |        |
|  | FC São Paulo         | 2                 | 4                 |  |  | FC São Paulo         | 1            |                |   |   |                  |               |               |   |   |              |            |              |     |  |             |        |        |
|  | Operário FC (MT)     | 0                 |                   |  |  | SC Internacional     | 1            |                |   |   |                  |               |               |   |   |              |            |              |     |  |             |        |        |
|  | SC Internacional     | 2                 |                   |  |  |                      |              |                |   |   | SC Internacional | 3             | 1             |   |   |              |            |              |     |  |             |        |        |
|  | Linhares EC          | 0                 | 1                 |  |  |                      |              | CR Flamengo    | 2 | 3 |                  |               |               |   |   |              |            |              |     |  |             |        |        |
|  | CR Flamengo          | 1                 | 4                 |  |  | CR Flamengo          | 2            | 0              |   |   |                  |               |               |   |   |              |            |              |     |  |             |        |        |
|  | EC Bahia             | 0                 | 1                 |  |  | Coritiba FC          | 1            | 0              |   |   |                  |               |               |   |   |              |            |              |     |  |             |        |        |
|  | Coritiba FC          | 0                 | 3                 |  |  |                      |              |                |   |   |                  |               |               |   |   | CR Flamengo  | 1          | 0            |     |  |             |        |        |
|  | Santa Cruz REC       | 0                 |                   |  |  |                      |              |                |   |   |                  |               | Cruzeiro EC   | 1 | 0 |              |            |              |     |  |             |        |        |
|  | Vasco                | 2                 |                   |  |  | Vasco                | 2            | 1              |   |   |                  |               |               |   |   |              |            |              |     |  |             |        |        |
|  | CA Juventus          | 1                 | 0                 |  |  | Cruzeiro EC          | 6            | 1              |   |   |                  |               |               |   |   |              |            |              |     |  |             |        |        |
|  | Cruzeiro EC          | 0                 | 4                 |  |  |                      |              |                |   |   | Cruzeiro EC      | 4             | 2             |   |   |              |            |              |     |  |             |        |        |
|  | ABC Natal            | 0                 |                   |  |  |                      |              | SC Corinthians | 0 | 3 |                  |               |               |   |   |              |            |              |     |  |             |        |        |
|  | SC Corinthians       | 4                 |                   |  |  | SC Corinthians       | 0            | 1              |   |   |                  |               |               |   |   |              |            |              |     |  |             |        |        |
|  | Clube do Remo        | 1                 | 1                 |  |  | Clube do Remo        | 0            | 1              |   |   |                  |               |               |   |   |              |            |              |     |  |             |        |        |
|  | Santa Cruz FC        | 1                 | 0                 |  |  |                      |              |                |   |   |                  |               |               |   |   |              |            |              |     |  | Cruzeiro EC | 1 2    |        |
|  | AA Cori-Sabbá        | 1                 | 0                 |  |  |                      |              |                |   |   |                  |               |               |   |   |              |            | SE Palmeiras | 1 1 |  |             |        |        |
|  | Botafogo FR          | 0                 | 3                 |  |  | Botafogo FR          | 0            | 0 (2)          |   |   |                  |               |               |   |   |              |            |              |     |  |             |        |        |
|  | EC Vitória           | 0                 | 0                 |  |  | Paraná Clube         | 0            | 0 (4)          |   |   |                  |               |               |   |   |              |            |              |     |  |             |        |        |
|  | Paraná Clube         | 0                 | 1                 |  |  |                      |              |                |   |   | Paraná Clube     | 0             | 1             |   |   |              |            |              |     |  |             |        |        |
|  | CS Sergipe           | 0                 |                   |  |  |                      |              | SE Palmeiras   | 2 | 3 |                  |               |               |   |   |              |            |              |     |  |             |        |        |
|  | SE Palmeiras         | 8                 |                   |  |  | SE Palmeiras         | 1            | 0              |   |   |                  |               |               |   |   |              |            |              |     |  |             |        |        |
|  | Vila Nova FC         | 0                 | 1                 |  |  | Minas Gerais         | 2            | 5              |   |   |                  |               |               |   |   |              |            |              |     |  |             |        |        |
|  | Minas Gerais         | 1                 | 4                 |  |  |                      |              |                |   |   |                  |               |               |   |   | SE Palmeiras | 3          | 1            |     |  |             |        |        |
|  | Athletico Paranaense | 3                 | 1                 |  |  |                      |              |                |   |   |                  |               | Grêmio FBPA   | 1 | 2 |              |            |              |     |  |             |        |        |
|  | FC Santos            | 0                 | 1                 |  |  | Athletico Paranaense | 1            | 0              |   |   |                  |               |               |   |   |              |            |              |     |  |             |        |        |
|  | Operário FC (MS)     | 0                 | 1                 |  |  | Grêmio FBPA          | 1            | 3              |   |   |                  |               |               |   |   |              |            |              |     |  |             |        |        |
|  | Grêmio FBPA          | 1                 | 3                 |  |  |                      |              |                |   |   | Grêmio FBPA      | 1             | 2             |   |   |              |            |              |     |  |             |        |        |
|  | Goiás EC             | 2                 | 0                 |  |  |                      |              | Criciúma EC    | 1 | 0 |                  |               |               |   |   |              |            |              |     |  |             |        |        |
|  | Criciúma EC          | 1                 | 3                 |  |  | Criciúma EC          | 1            | 3              |   |   |                  |               |               |   |   |              |            |              |     |  |             |        |        |
|  | CR Brasil            | 1                 |                   |  |  | Fluminense FC        | 2            | 1              |   |   |                  |               |               |   |   |              |            |              |     |  |             |        |        |
|  | Fluminense FC        | 4                 |                   |  |  |                      |              |                |   |   |                  |               |               |   |   |              |            |              |     |  |             |        |        |

## Finalspiele

### Hinspiel
| Cruzeiro EC                                                          | Cruzeiro EC | SE Palmeiras | SE Palmeiras |
| -------------------------------------------------------------------- | --- | --- | ------------ |
| Cruzeiro EC                                                          | \| 14. Juni 1996 in Belo Horizonte (Estádio Governador Magalhães Pinto) \| \| Ergebnis: 1:1 (0:1) \| \| Zuschauer: 68.763 \| \| Schiedsrichter: Antônio Pereira da Silva \| | \| 14. Juni 1996 in Belo Horizonte (Estádio Governador Magalhães Pinto) \| \| Ergebnis: 1:1 (0:1) \| \| Zuschauer: 68.763 \| \| Schiedsrichter: Antônio Pereira da Silva \| | SE Palmeiras |
| Cruzeiro EC                                                          | Dida, Vítor, Jean Elias, Célio Lúcio, Nonato, Fabinho, Ricardinho, Palhinha, Cleisson (Luiz Fernando), Uéslei (Roberto Gaúcho), Marcelo Ramos Cheftrainer: Levir Culpi      | Velloso, Gustavo, Cláudio, Cléber, Júnior, Galeano, Amaral, Marquinhos, Elivélton (Reinaldo) (Roque Júnior), Luizão, Rivaldo Cheftrainer: Vanderlei Luxemburgo              | SE Palmeiras |
| Cruzeiro EC                                                          | 1:1 Marcelo Ramos (61.) | 0:1 Cláudio (11.) | SE Palmeiras |
| Cruzeiro EC                                                          | Vítor, Ricardinho | Gustavo, Cléber, Juníor | SE Palmeiras |
| Cruzeiro EC                                                          | Galeano | | SE Palmeiras |
| 14. Juni 1996 in Belo Horizonte (Estádio Governador Magalhães Pinto) | | |              |
| Ergebnis: 1:1 (0:1)                                                  | | |              |
| Zuschauer: 68.763                                                    | | |              |
| Schiedsrichter: Antônio Pereira da Silva                             | | |              |

### Rückspiel
| SE Palmeiras                                         | SE Palmeiras | Cruzeiro EC | Cruzeiro EC |
| ---------------------------------------------------- | --- | --- | ----------- |
| SE Palmeiras                                         | \| 19. Juni 1996 in São Paulo (Estádio Palestra Itália) \| \| Ergebnis: 1:2 (1:1) \| \| Zuschauer: 29.139 \| \| Schiedsrichter: Sidrack Marinho dos Santos \| | \| 19. Juni 1996 in São Paulo (Estádio Palestra Itália) \| \| Ergebnis: 1:2 (1:1) \| \| Zuschauer: 29.139 \| \| Schiedsrichter: Sidrack Marinho dos Santos \| | Cruzeiro EC |
| SE Palmeiras                                         | Velloso, Cafu, Sandro Blum, Cléber, Júnior, Cláudio (Reinaldo), Amaral, Marquinhos (Cris), Djalminha, Luizão, Rivaldo Cheftrainer: Vanderlei Luxemburgo       | Dida, Vítor, Gélson Baresi, Célio Lúcio, Nonato, Fabinho, Ricardinho, Palhinha (Edmundo), Cleisson, Roberto Gaúcho, Marcelo Ramos Cheftrainer: Levir Culpi    | Cruzeiro EC |
| SE Palmeiras                                         | 1:0 Luizão (5.) | 1:1 Roberto Gaúcho (25.) 1:2 Marcelo Ramos (83.) | Cruzeiro EC |
| SE Palmeiras                                         | Blum, Juníor, Cláudio, Luizão | Fabinho, Edmundo, Cleisson | Cruzeiro EC |
| 19. Juni 1996 in São Paulo (Estádio Palestra Itália) | | |             |
| Ergebnis: 1:2 (1:1)                                  | | |             |
| Zuschauer: 29.139                                    | | |             |
| Schiedsrichter: Sidrack Marinho dos Santos           | | |             |

## Die Meistermannschaft
| 2. | Cruzeiro EC |
|    | - Tor: Dida, William, Harlei - Abwehr: Marcos Teixeira, Sérgio Baresi, Batata, Ronaldo Luíz, Gélson Baresi, Vanderci, Célio Lúcio, Márcio, Nonato, Jean Elias, Gilmar, Vítor, Cléber, João Carlos - Mittelfeld: Palhinha, Cleisson, Marco Tulio, Serginho, Donizete Oliveira, Ricardinho, Reginaldo Tavares, Marcos Paulo, Fernando Batista, Fernando, Fabinho - Angriff: Uéslei, Roberto Gaúcho, Marcelo Ramos, Leto, Dinei, da Silva, Tico, Paulinho McLaren, Luís Fernando, Edmundo, Dé, Aílton Delfino |

## Torschützenliste
| Pl. | Nat.        | Spieler                  | Verein               | Tore   |
| --- | ----------- | ------------------------ | -------------------- | ------ |
| 1   | Brasilianer | Luizão                   | Palmeiras            | 8 Tore |
| 2   | Brasilianer | Marcelo Ramos            | Cruzeiro             | 7 Tore |
| 3   | Brasilianer | Sávio Bortolini Pimentel | Flamengo             | 6 Tore |
| 4   | Brasilianer | Djalminha                | Palmeiras            | 5 Tore |
| 4   | Brasilianer | Luís Carlos              | Criciúma             | 5 Tore |
| 6   | Brasilianer | Paulo Rink               | Athletico Paranaense | 4 Tore |
| 6   | Brasilianer | Rivaldo                  | Palmeiras            | 4 Tore |